# طيران لاسلكي

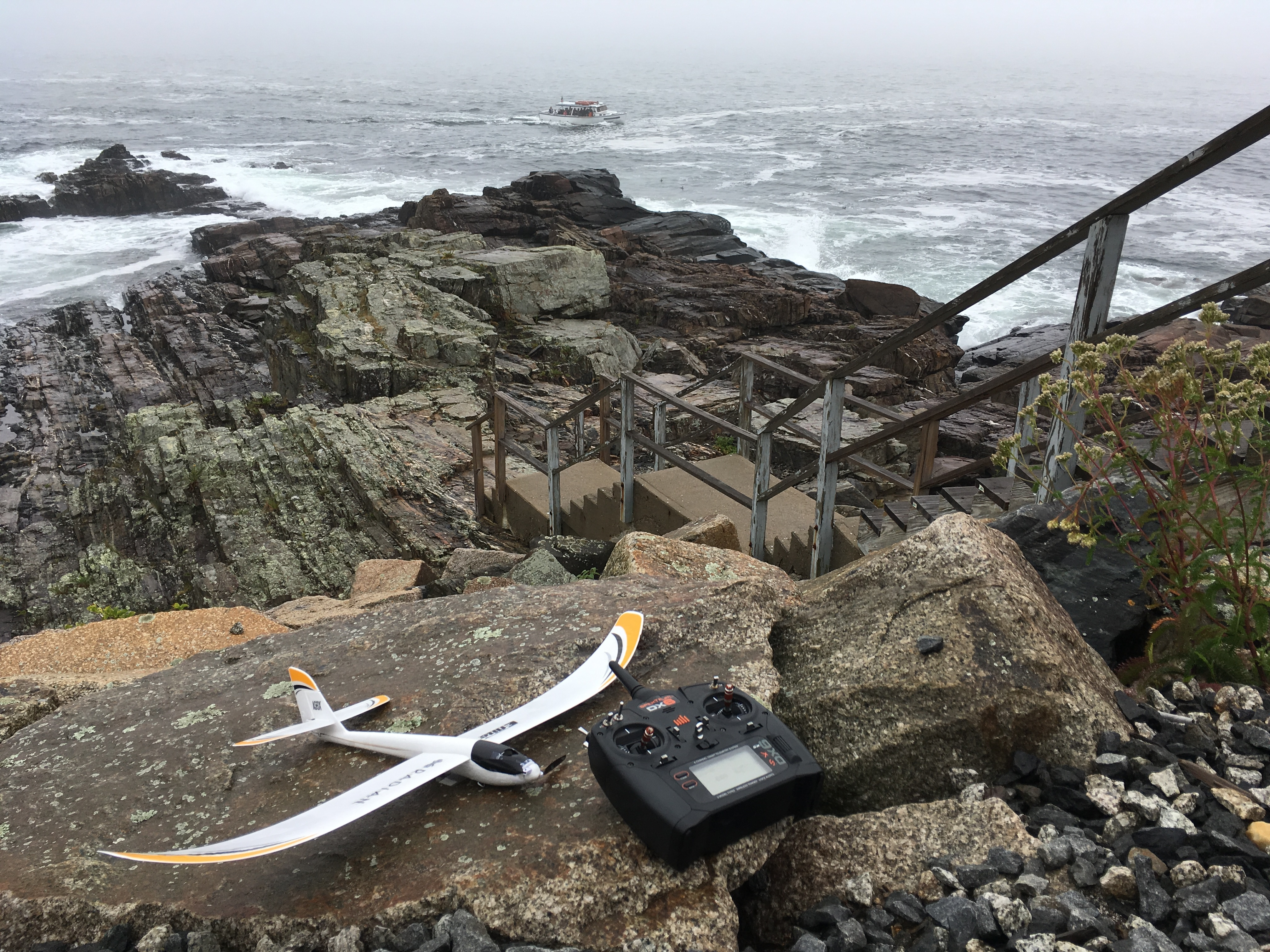
طائرة شراعية متحكم بها عن بعد

الطيران اللاسلكي هي طائرات نموذجية يتحكم بها الهُواه عن بعد.

## طائرات التدريب
طائرات التدريب غالبا ما يكون الجناح في الأعلى وتكون الطائرة بطيئة السرعة وبطيئة الحركات 
انصح المتدربين ان ياخذوا طائرة الكليماتو هي طائره صناعة يابانية وقويهة الصنع وتتحمل الصدمات.

## طائرات السكيل
هي طبق الاصل للطائرات الحقيقية ولكن تكون بحجم اصغر. يوجد في طائرات السكيل الكثير من الاضافات وعلى سبيل المثال الفلاب، العجلات تكون متحركة الإنارة...الخ.

## طائرات ثلاثية الأبعاد
هذا النوع من الطائرات يكون للمتمكنين من هذه الهواية تستطيع في هذه الطائرة أن تعمل حركات استعراضية عن مدى 
إمكانيتك بالتحكم بالطائرات وبعض الحركات المتعارف عليها (النايف ايج_الهفر_والهرير رول _والانفيرت...الخ)
انصح هواة الاحتراف بطائرة الياك، هي في رأيي أفضل وأثبت طائرة في حركات الثري دي.

## أنواع الطائرات اللاسلكية
- طائرات للمبتدئين
- طائرات الثري دي
- طائرات السكيل
- طائرات الجت
- طائرات مائية
- طائرات الريسنج (السرعة)
- طائرات الفني (على هيئه اشكال)

## اجزاء الطائرة
- جسم الطائرة
- جناح الطائرة
- زعنفة الاتزان (stabilizer)
- محرك كهربائي أو من نوع آخر ومروحة دفع
- جنيح الميلان (aileron)
- الرافعة
- موجه الطائرة (rudder)
- عجلات الهبوط (landing gear)
- السبنر[بحاجة لمصدر]